# Adyen
Adyen — нідерландська платіжна компанія зі статусом банк-еквайр, що дозволяє підприємствам приймати платежі електронній комерції, мобільні платежі та платежі в пунктах продажу (point-of-sale). Вона котирується на фондовій біржі Euronext Amsterdam.
Adyen пропонує продавцям онлайн-сервіси для прийому електронних платежів за допомогою таких способів оплати, як кредитні картки, дебетові картки, грошові перекази та банківські перекази в режимі реального часу на основі інтернет-банкінгу. Вона з'єднує продавців з різними способами оплати, включно з міжнародними кредитними картками, місцевими готівковими методами та методами мобільних платежів. Технологічна платформа діє як платіжний шлюз і постачальник платіжних послуг.

## Зростання
Компанія прибуткова з 2011 року. Її прибутки зросли з $46 мільйонів у 2015 році до $87 мільйонів у 2016 році. Її валовий дохід зріс на 99 відсотків у 2016 році до $727 млн.
У грудні 2014 року компанія оголосила про новий раунд фінансування в розмірі 250 мільйонів доларів від фірми прямих інвестицій General Atlantic, до якої приєдналися наявні інвестори Temasek Holdings, Index Ventures і Felicis Ventures.
У 2016 році обсяг транзакцій компанії збільшився до 90 мільярдів доларів, порівняно з 50 мільярдами доларів у 2015 році.
У 2017 році Адієн перевищив 100 мільярдів євро за обсягом транзакцій.
31 січня 2018 року eBay оголосив, що підписав угоду з Adyen, щоб стати його основним партнером з обробки платежів. eBay розпочав посередництво в невеликих масштабах у Північній Америці, починаючи з другої половини 2018 року, розширившись у 2019 році відповідно до умов операційної угоди з PayPal. У 2021 році eBay перевів більшість своїх клієнтів на Adyen.
У 2020 році чистий дохід Adyen становив 684 мільйони євро, що на 28 % більше, ніж у попередньому році.
У 2021 році чистий дохід досяг 1 млрд євро.
У 2022 році дохід компанії перевищив 1,3 млрд євро.